# Братья Перейр
Эмиль Перейр (фр. Émile Pereire, 3 декабря 1800 — 5 января 1875) и Исаак Перейр (фр. Isaac Pereire, 25 ноября 1806 — 12 июля 1880) — французские банкир

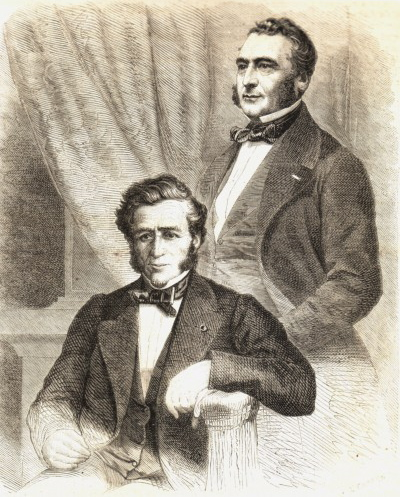
Эмиль и Исаак Перейр

ы, крупные предприниматели и финансисты, журналисты и научные писатели, принимавшие активное участие в развитии города Парижа в середине XIX века, а также занимавшиеся самым различным бизнесом, в том числе железными дорогами и страхованием. 

## Биография
По происхождению были португальскими сефардскими евреями. Внуки Жакоба Перейра.
С 1829 по 1834 годы принадлежали к сен-симонистам (и поэтому были противниками равноправия в обществе); Эмиль работал в «Globe» с М. Шевалье, затем в «National» с А. Каррелем. Железная дорога Париж - Сен-Жермен (фр.), отданная с публичного торга братьям Перейр, положила начало их богатству в 1835 году и уже через несколько лет была их усилиями существенно расширена (в 1837 году, в частности, была доведена до Бордо). В 1852 году они основали общество «Crédit mobilier» (фр.), специализировавшееся на кредитовании промышленности. С 1854 года инвестировали в австрийские железные дороги. В этом же время занимались также страхованием и разработкой угольных шахт в Мозеле. В 1859 году открыли крупную больницу в Сент-Авольде. В 1861 году основали компанию пассажирских и грузовых морских перевозок. Занимались насаждением лесов и виноградников, многочисленными сделками с недвижимостью и землёй. Им принадлежал огромный виноградник в Бордо; к 1860 году на их деньги в Аркашоне был построен так называемый Зимний город. В 1867 году стали банкротами вследствие неудачных спекуляций с деньгами своих вкладчиков.
Братья и сын Исаака, Эжен Перейр (1831—1908), были депутатами в законодательном корпусе: Эмиль (от Жиронды) и Исаак (от Восточных Пиренеев) избрались туда 1 июня 1863 года (избрание Исаака было признано недействительным, поэтому ему пришлось переизбраться 20 декабря того же года). Эмиль сохранил депутатское кресло до 1869 года, Исаак успешно переизбрался 24 мая 1869 года, но потерпел поражение 6 февраля 1870 года.

## Сочинения Исаака Перейра
- «Le rôle de la Banque de France et l’organisation du crédit en France» (1864),
- «Questions financières» (1877),
- «Politique financière, la Conversion et l’amortissement» (1879);
- «La Question des chemins de fer» (1879).

## Сочинения Эжена Перейра
- «Tables sur les intérêts composés et rentes viagères» (1864).